# إيزاو كيمورا
إيزاو كيمورا (باليابانية: 木村功) هو ممثل ياباني، ولد في 22 يونيو 1923 في اليابان، وتوفي بنفس المكان في 4 يوليو 1981.

## أعمال

### أفلام
- (1954) الساموراي السبعة[1][2]

## وصلات خارجية
- إيزاو كيمورا على موقع IMDb (الإنجليزية)
- إيزاو كيمورا على موقع ألو سيني (الفرنسية)
- إيزاو كيمورا على موقع قاعدة بيانات الأفلام السويدية (السويدية)
- إيزاو كيمورا على موقع قاعدة بيانات الفيلم (الإنجليزية)